# Jan Otterström
Jan Gustaf Otterström, född 27 februari 1950 i Helsingborg, är en svensk pensionerad officer i Flygvapnet.
Död 14 maj 2025 i Stockholm. 

## Biografi
Otterström blev fänrik i Flygvapnet 1971. Han befordrades till löjtnant 1973, till kapten 1973, till major 1983 och till överste 1995.
Otterström inledde sin militära karriär i Flygvapnet vid Kalmar flygflottilj (F 12), där han var Stridsledning och luftbevakningsofficer. 1989 var han chef för Krigsorganisationsdetaljen vid Flygstaben. 1995–1998 var han stabschef vid Norra flygkommandot (FK N). 1998–1999 var han chef för Ledning Gemensamma lednings- och försörjningssystem vid Försvarets materielverk (FMV). 2000–2001 var han chef för Ledningssystem, Produktledning vid FMV. 2001–2002 var han chef för Utvecklingsavdelningen vid Flygtaktiska kommandot. 2002–2005 var han flottiljchef för Norrbottens flygflottilj (F 21). 2005–2012 tjänstgjorde han vid Försvarsmaktens personalenhet vid Högkvarteret.
Under Otterströms tid som HR-chef påstods han via sms ha avskedat en major som inte skrivit på nytt anställningsavtal inkluderande internationell arbetsskyldighet. Försvarsmakten förtydligade senare att alla uppsägningsbeslut överlämnas skriftligt, samt att kravet på internationell arbetsskyldighet var en konsekvens av riksdagsbeslut fattade i början av 2010.
Otterström lämnade Försvarsmakten 2012. Efter sin aktiva tid i Försvarsmakten har han bland annat varit verksam som utbildningschef vid Flygvapenfrivilligas Riksförbund.